# Don Ebert
Don Ebert (San Luis; 4 de junio de 1959) es un exdelantero de fútbol estadounidense que pasó la mayor parte de su carrera en St. Louis Steamers y Los Angeles Lazers.
Después de retirarse, se convirtió en entrenador de fútbol juvenil. Actualmente es el director técnico del California United Strikers FC. De 2001 a 2008, también fue del Concordia Eagles, un equipo universitario de la División II de la NCAA, donde se fue con un récord de por vida de 111 victorias, 50 derrotas y 7 empates.

## Trayectoria
Asistió a la Rosary High School en St. Louis, Missouri. En 1976, él y sus compañeros de equipo fueron al juego de campeonato de la escuela secundaria estatal donde perdieron contra la Oakville High School, que fue entrenado por Jim Bokern. Después de esa escuela, asistió a la Universidad del Sur de Illinois en Edwardsville, donde jugó en su equipo de fútbol (el SIU Edwardsville Cougars) de 1977 a 1979. Se convirtió rápidamente en un pilar de la ofensiva de los Cougers, liderando al equipo en goles durante las tres temporadas. En 1977, anotó catorce goles y quedó empatado en el liderato del equipo en asistencias con seis. En 1978, anotó dieciséis y en 1979 aumentó su total una vez más, a veintidós. Esa temporada también lideró al equipo en asistencias, con diez. SIU-E también ganó el Campeonato de la NCAA, derrotando a Clemson 3-2.
Decidió dejar la universidad después de solo tres años para seguir una carrera profesional. En 2006, SIU-E incorporó a todo el equipo de fútbol masculino de 1979 al Salón de la Fama Atlético de la escuela.
El New York Cosmos de la North American Soccer League lo seleccionó  en la primera selección en el draft universitario de 1980. Ebert, descontento con su falta de tiempo de juego y entrenador terco, pidió su liberación en junio para regresar a su ciudad natal y jugar para los St. Louis Steamers de la Major Indoor Soccer League (MISL), con quienes firmó en agosto de 1980.
Esa temporada lideró al equipo con 46 goles y 64 puntos. Esta extraordinaria salida de un novato lo llevó a ser seleccionado como el Novato del Año de la MISL 1980-1981.
Permaneció con los Steamers en la campaña 1986-1987. Ese año, los Steamers comenzaron mal y el entrenador Pat McBride fue despedido para ser reemplazado por Tony Glavin. Glavin rápidamente lo cambió a Los Angeles Lazers, donde Ebert terminó su carrera.

## Selección nacional
Fue seleccionado para los Juegos Panamericanos de 1979 celebrados en San Juan, Puerto Rico. Causó sensación de inmediato cuando anotó cuatro goles en la victoria por 6-0 sobre República Dominicana.
Fue el capitán del equipo estadounidense que se clasificó para los Juegos Olímpicos de 1980. Durante la clasificación, Estados Unidos se clasificó fácilmente cuando él anotó tres goles en cuatro juegos. Desafortunadamente para los estadounidenses, el presidente Jimmy Carter decidió boicotear los juegos después de que la Unión Soviética invadió Afganistán.

## Clubes como jugador
| Club               | País           | Año       |
| ------------------ | -------------- | --------- |
| New York Cosmos    | Estados Unidos | 1980      |
| St. Louis Steamers | Estados Unidos | 1980-1986 |
| Los Angeles Lazers | Estados Unidos | 1986-1988 |

## Palmarés

### Distinciones individuales
| Distinción                                  | Año  |
| ------------------------------------------- | ---- |
| Máximo goleador de los Juegos Panamericanos | 1979 |